# امامزاده سیدعلی
امامزاده سیدعلی یک منطقهٔ مسکونی در ایران است که در دهستان دشتاب واقع شده‌است. براساس سرشماری مرکز آمار ایران در سال ۱۳۹۵، امامزاده سیدعلی ۳۱ نفر جمعیت دارد.